# Alophus
Alophus är ett släkte av skalbaggar som beskrevs av Carl Johan Schönherr 1826. Alophus ingår i familjen vivlar.

## Dottertaxa tillAlophus, i alfabetisk ordning[1][2]
- Alophus adspersus
- Alophus agrestis
- Alophus albidus
- Alophus albonotatus
- Alophus alternans
- Alophus alternatus
- Alophus apfelbecki
- Alophus apicalis
- Alophus apicatulus
- Alophus apicatus
- Alophus armeniacus
- Alophus arrogans
- Alophus asturiensis
- Alophus austriacus
- Alophus balcanicus
- Alophus basalis
- Alophus biguttatus
- Alophus bipunctellus
- Alophus carpathicus
- Alophus caudiculatus
- Alophus cinereus
- Alophus cirriger
- Alophus constrictus
- Alophus cordiger
- Alophus cretaceus
- Alophus csiki
- Alophus csikii
- Alophus didymus
- Alophus elegans
- Alophus eximius
- Alophus extensus
- Alophus foraminosus
- Alophus foveatus
- Alophus gamma
- Alophus gjorgjevici
- Alophus haliciensis
- Alophus hebraeus
- Alophus hilfi
- Alophus humeralis
- Alophus immaculatus
- Alophus inopinus
- Alophus italicus
- Alophus kashgarensis
- Alophus kaufmanni
- Alophus lentus
- Alophus leucon
- Alophus lineatus
- Alophus lituratus
- Alophus maeklini
- Alophus magnificus
- Alophus malissorum
- Alophus marginatus
- Alophus marginellus
- Alophus matzenaueri
- Alophus melanocardius
- Alophus nictitans
- Alophus nigrans
- Alophus obsoletus
- Alophus pacatus
- Alophus pauperculus
- Alophus planus
- Alophus plausibilis
- Alophus pseudoelegans
- Alophus puncticollis
- Alophus quadriguttatus
- Alophus quadrinotatus
- Alophus quadripunctellus
- Alophus quadripunctillus
- Alophus rhodopensis
- Alophus rudis
- Alophus rufimanus
- Alophus sequensi
- Alophus seriatus
- Alophus setosus
- Alophus shardaghensis
- Alophus singularis
- Alophus squamiventris
- Alophus stierlini
- Alophus striatirostris
- Alophus styriacus
- Alophus subcarinatus
- Alophus subcostatus
- Alophus subguttatus
- Alophus subnudus
- Alophus sulcirostris
- Alophus syriacus
- Alophus triguttatus
- Alophus trinotatus
- Alophus uniformis
- Alophus vau
- Alophus weberi
- Alophus v-griseum
- Alophus v-griseus
- Alophus vittatus